# زوكينجتيرانيوس

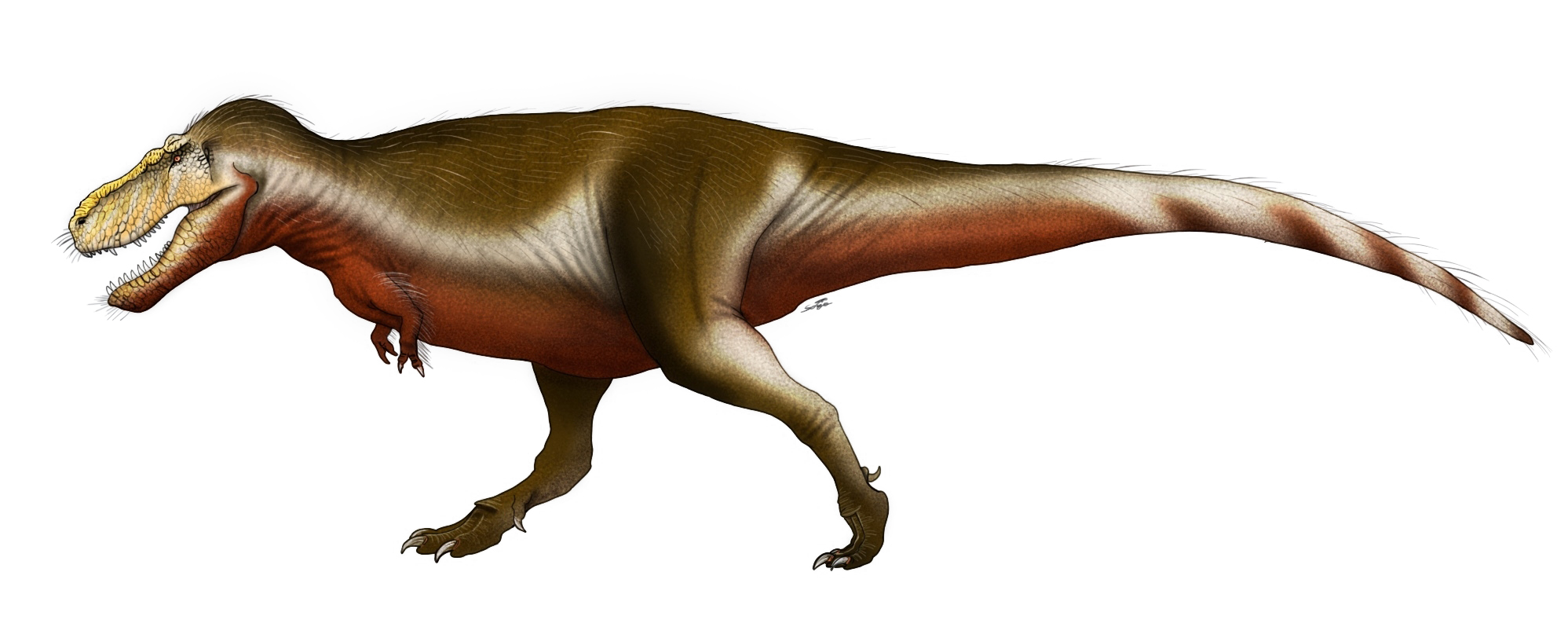
توضيح من رؤية جانبية

الزوكينجتيرانيوس (Zhuchengtyrannus) هو جنس من ديناصورات تيرانوصوريات الثيروبودا عاش في عصر الطباشيري المتأخر منذ 73.5 مليون سنة مضت في شاندونج، الصين، يتضمن نوع واحد هو Zhuchengtyrannus magnus.

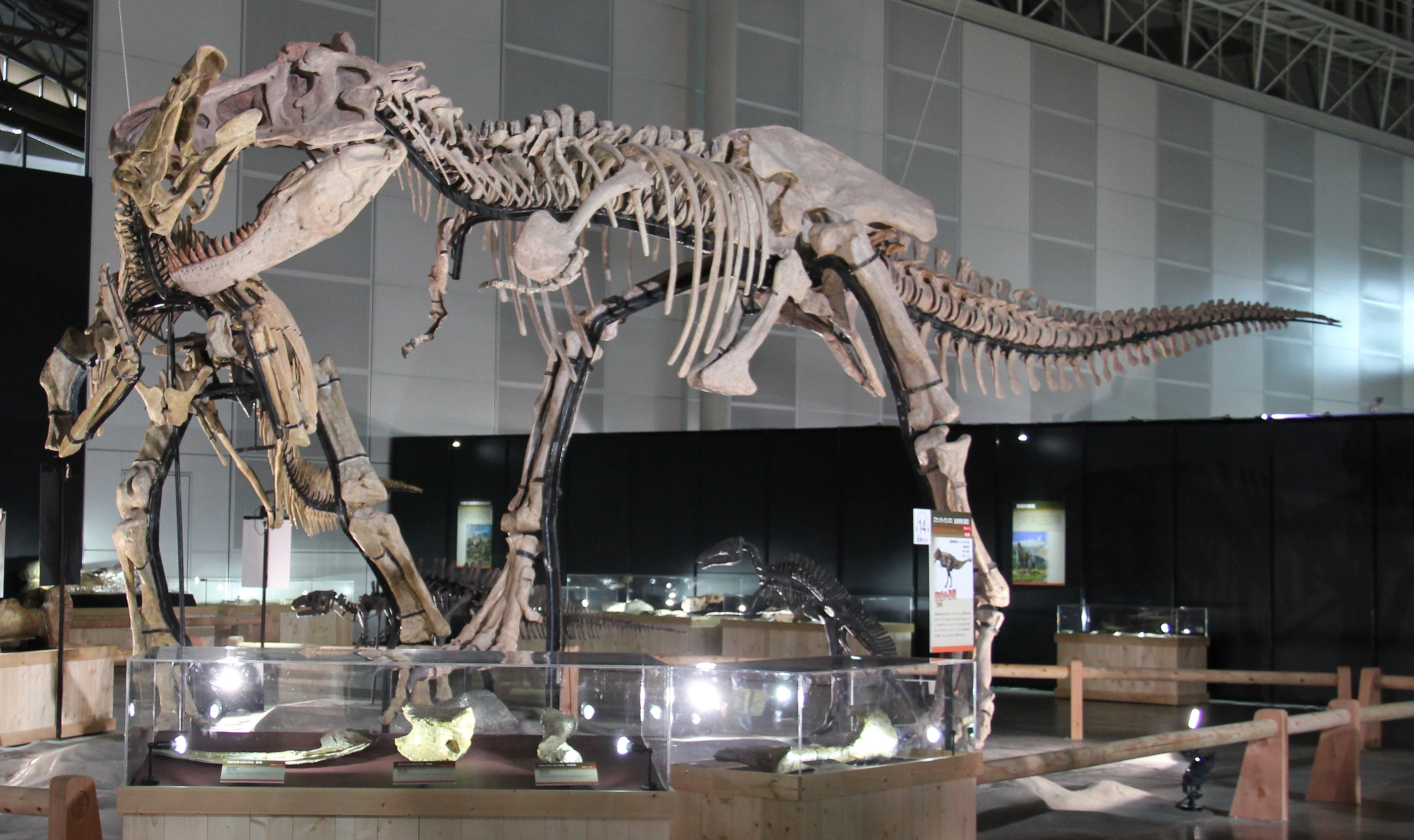
هياكل عظمية مرممة لزوكينجتيرانيوس وشانتونجوسورس